# Приклад Данжуа
В теорії динамічних систем, приклад Данжуа — приклад {\displaystyle C^{1}}-дифеоморфізму кола з ірраціональним числом обертання, має канторову інваріантну множину  (і, відповідно, не спряжений до чистого повороту). М. Ерманом були побудовані приклади такого дифеоморфізму в класі гладкості {\displaystyle C^{1+\varepsilon }} (тобто, {\displaystyle C^{1}} з гельдеровою похідною з показником {\displaystyle \varepsilon }) для будь-якого {\displaystyle \varepsilon <1}. Ця гладкість не може далі збільшуватись: для дифеоморфізмів з ліпшицевою похідною (і навіть з похідною, логарифм якої має обмежену варіацію) має місце теорема Данжуа, яка стверджує, що такий дифеоморфізм з ірраціональним числом обертання пов'язаний із ірраціональний поворотом (на відповідне число обертання).

## Конструкція

Процедура вклейки

### Приклад гомеоморфізму
Найпростіше зобразити приклад гомеоморфізму кола, число обертання якого ірраціональне, але який, тим не менш, не мінімальний. А саме, розглянемо поворот {\displaystyle R} на деякий ірраціональний  кут {\displaystyle \alpha }, і виберемо довільну початкову точку {\displaystyle x_{0}}. Розглянемо її орбіту {\displaystyle x_{n}=R^{n}(x_{0})} при всіх цілих {\displaystyle n}, як додатних, так і від'ємних). Зробимо наступну перебудову: в кожній точці {\displaystyle x_{n}} разріжемо коло і вклеїмо інтервал {\displaystyle I_{n}} деякої довжини {\displaystyle l_{n}>0}, так, щоб сума довжин вклеєних інтервалів сходилася:
{\displaystyle \sum _{n=-\infty }^{\infty }l_{n}<\infty .}
Тоді множина, яка утворилась після такої вклейки, як і раніше, буде колом, більш того, на ній буде природна міра Лебега (складається з міри Лебега на розрізаному старому колі і заходи Лебега на вклеєних інтервалах), тобто довжина — і, тим самим, гладка структура. Довільним чином продовживши відображення {\displaystyle R} зі старого кола так, щоб воно переводило інтервал {\displaystyle I_{n}} в інтервал {\displaystyle I_{n+1}} — наприклад, вибравши продовженням афінне відображення {\displaystyle I_{n}} в {\displaystyle I_{n+1}}, - ми отримуємо гомеоморфізм f нового кола з тим же числом обертання {\displaystyle \alpha }. Однак, у цього гомеоморфізму є канторова інваріантна множина {\displaystyle K} (замикання множини точок старого кола), і тому вона не може бути спряженою з ірраціональним поворотом.
Вибравши послідовність довжин {\displaystyle l_{n}} так, щоб послідовність відносин {\displaystyle l_{n}/l_{n+1}} залишалася обмеженою при {\displaystyle n\to \pm \infty }, для продовження конструкції афінного перетворення можна домогтися ліпшицевості побудованого гомеоморфізму. Однак, щоб побудоване відображення було дифеоморфізмом, вибір продовження на відрізки {\displaystyle I_{n}} слід зробити більш тонко.

### Приклад в класіC1{\displaystyle C^{1}}
Приклад в класі {\displaystyle C^{1}} будується так, щоб похідна побудованого дифеоморфізму {\displaystyle f} на канторовій множині {\displaystyle K} — замикання множини точок вихідного кола — дорівнювала б 1 (оскільки міра Лебега на цій множині зберігається побудованим дифеоморфізмом, це необхідна умова при такій конструкції). Тому, необхідно вибирати інтервали {\displaystyle I_{n}} обмеження {\displaystyle \varphi _{n}=f|_{I_{n}}:I_{n}\to I_{n+1}} так, щоб виконувалися наступні умови:
- (D1) Похідна {\displaystyle \varphi _{n}} на кінцях інтервалу {\displaystyle I_{n}} дорівнює 1.
- (D2) При {\displaystyle n\to \pm \infty }, похідні відображень {\displaystyle \varphi _{n}} рівномірно прямують до 1.

Остання умова необхідна, так як з ростом {\displaystyle n} інтервали {\displaystyle I_{n}} накопичуються до канторової множини {\displaystyle K}. Більше того, неважко бачити, що ці умови і достатні для того, щоб побудоване відображення {\displaystyle f} було б {\displaystyle C^{1}}-дифеоморфізмом.
В силу теореми Лагранжа на відрізку {\displaystyle I_{n}} знайдеться точка, похідна якої дорівнює {\displaystyle l_{n+1}/l_{n}}. Тому друга умова вимагає, щоб для послідовності {\displaystyle l_{n}} мало місце
{\displaystyle \lim _{n\to \pm \infty }l_{n}/l_{n+1}=1.\qquad (*)}
Як виявляється, це правило довжини для побудови {\displaystyle C^{1}}-дифеоморфізму є достатнім. А саме, відображення {\displaystyle \varphi _{n}} вибираються наступним чином: на відрізках {\displaystyle I_{n}} і {\displaystyle I_{n+1}} вводяться координати, які ототожнюються з відрізками {\displaystyle [-l_{n}/2,l_{n}/2]} і {\displaystyle [-l_{n+1}/2,l_{n+1}/2]} відповідно, і відображення {\displaystyle \varphi _{n}} вибирається як
{\displaystyle \varphi _{n}=F_{l_{n+1}}^{-1}\circ F_{l_{n}},\qquad (**)}
де
{\displaystyle F_{l}:[-l/2,l/2]\to \mathbb {R} ,\quad F_{l}(x)=l\tan {\frac {\pi x}{l}}.\qquad (***)}
Нескладна викладка показує тоді, що похідна {\displaystyle \varphi _{n}} в будь-якій точці відхиляється від 1 на не більше, ніж {\displaystyle \mathrm {const} \cdot |1-{\frac {l_{n}}{l_{n+1}}}|}, тому умови (*) достатньо для виконання другої необхідної умови D2. З іншого боку, настільки ж нескладно бачити, що умова D1 також виконана (саме для цього тангенс у формулі (***) і множився на l: тоді швидкість відходу на нескінченність на кінцях це {\displaystyle 1/x}і не залежить від довжини інтервалу l — тому композиційне приватне стосується тотожного відображення).
Вибір будь-якої послідовності {\displaystyle l_{n}} зі збіжної сумою — наприклад, {\displaystyle l_{n}=1/(1+n^{2}),} — і завершує побудову.

### Приклад в класіC1+ϵ{\displaystyle C^{1+\epsilon }}
Приклад в класі {\displaystyle C^{1+\varepsilon }} представляється вже описаною вище конструкцією, але з більш тонкими умовами на довжини {\displaystyle l_{n}}. А саме, як легко бачити, побудований дифеоморфізм буде мати гельдерову похідну тоді і тільки тоді, коли похідні всіх обмежень {\displaystyle \varphi _{n}} рівномірно по {\displaystyle n} гельдерові. Дійсно, порівнюючи похідні в точках з різних відрізків, можна розбити цю різницю похідними в проміжних кінцевих точках (оскільки похідна в кінцевій точці завжди дорівнює 1), і скористатися нерівністю трикутника (в гіршому випадку, подвоївши константу Гельдера).
Оскільки на відрізку {\displaystyle I_{n}} є точка з похідною {\displaystyle l_{n+1}/l_{n}} (теорема Лагранжа) і є точка, похідна якої дорівнює 1 (це кінцева точка), константа Гельдера для показника Гельдера {\displaystyle \varepsilon } не може бути меншою, ніж
{\displaystyle (|1-{\frac {l_{n+1}}{l_{n}}})/l_{n}^{\varepsilon }={\frac {|l_{n+1}-l_{n}|}{l_{n}^{1+\varepsilon }}}.\qquad (L)}
Тому вираз (L) повинен бути обмеженим при {\displaystyle n\to \pm \infty }. Як виявляється, це умова обмеженості і досить — явна викладка показує, що точна константа Гельдера обмеження {\displaystyle \varphi _{n}} відрізняється від оцінки знизу (L) не більше, ніж в константу раз. Для завершення конструкції залишається представити двосторонньо-нескінченну послідовність {\displaystyle l_{n}} з збіжної сумою, для якої вираз (L) залишається обмеженим. Прикладом такої послідовності є
{\displaystyle l_{n}={\frac {1}{m\ln ^{2}m}},\quad m=2+|n|,}
яка підходить одночасно для всіх {\displaystyle \varepsilon <1}.
Відображення такої послідовності і завершує конструкцію — побудований дифеоморфізм належить класу {\displaystyle C^{1+\varepsilon }} з будь-яким {\displaystyle \varepsilon <1}.